# Georgia Avenue-Petworth
Georgia Avenue-Petworth è una stazione della metropolitana di Washington, situata sul tratto comune di linea gialla e linea verde. Si trova al confine tra i quartieri di Petworth, Sixteenth Street Heights e Park View.
È stata inaugurata il 18 settembre 1999, contestualmente alla stazione di Columbia Heights.
La stazione è servita da autobus del sistema Metrobus (anch'esso gestito dalla WMATA).